# Premanzano
Premanzano (Premančan in sloveno, pronuncia [pɾɛmanˈtʃaːn]) è un insediamento (naselje) di 142 abitanti, della municipalità di Capodistria della regione statistica del Litorale-Carso della Slovenia.
Premanzano sorge a ridosso del confine italo-sloveno, in prossimità dell'attigua frazione muggesana di Santa Barbara.

## Storia
L'area faceva tradizionalmente parte della regione storica del Litorale, ora invece è inglobata nella regione del Litorale-Carso.